# Associação Americana de Sociologia

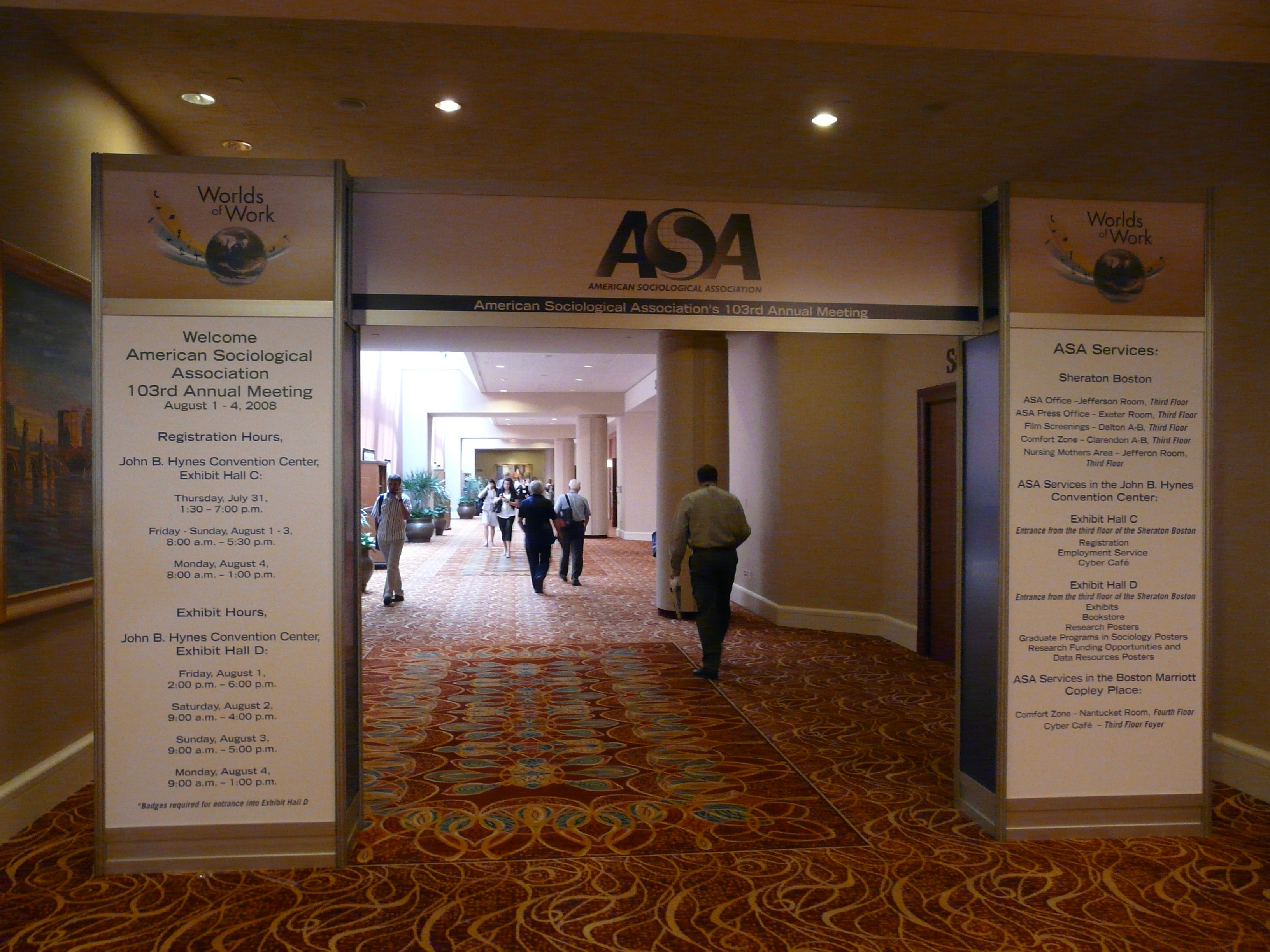
Entrada para a conferência da Associação Americana de Sociologia em Boston, 2008.

A Associação Americana de Sociologia (em inglês:  American Sociological Association, conhecida pela sigla ASA), fundada em 1905 com a denominação de Sociedade Americana de Sociologia (em inglês:  American Sociological Society), é uma organização sem fins lucrativos dedicada a desenvolver a sociologia como disciplina e como profissão. A maior parte dos membros trabalha com ensino superior e pesquisa, mas cerca de 20% trabalham no governo, em empresas e em organizações sem fins lucrativos.
A associação promove encontros anuais. O 103º encontro em Boston, em agosto de 2008, atraiu 5.458 ouvintes. Diversos periódicos científicos são publicados pela ASA, sendo o mais conhecido o American Sociological Review e o mais recente o Contexts: Understanding People in their Social Worlds, cujo foco é a divulgação da sociologia entre estudantes e o público em geral.